# All Star Game maschile di pallavolo 2000
L'All Star Game maschile di pallavolo 2000 fu la 10ª edizione della manifestazione organizzata dalla FIPAV.

## Regolamento
Alla manifestazione presero parte due squadre, la Nazionale Italiana e una squadra creata apposta per l'evento, il Resto del Mondo.
Queste due squadre sono composte, in questa edizione, dai giocatori stranieri e italiani presenti nel campionato italiano 2000-2001.
Venne disputata una partita unica. La gara si svolse a Trento, sede della manifestazione.